# Weltkrebstag
Der Weltkrebstag findet jährlich am 4. Februar statt. Er hat zum Ziel, die Vorbeugung, Erforschung und Behandlung von Krebserkrankungen ins öffentliche Bewusstsein zu rücken. Er ruft dazu auf, über die Möglichkeiten der Krebsprävention und der Krebsfrüherkennung zu informieren. Dem schließen sich nationale Einrichtungen/Organisationen wie z. B. die Stiftung Deutsche Krebshilfe an. Das aktuelle Thema ist „Close the Care Gap – Versorgungslücken schließen“ und gilt für drei Jahre (2022–2024).

## Geschichte

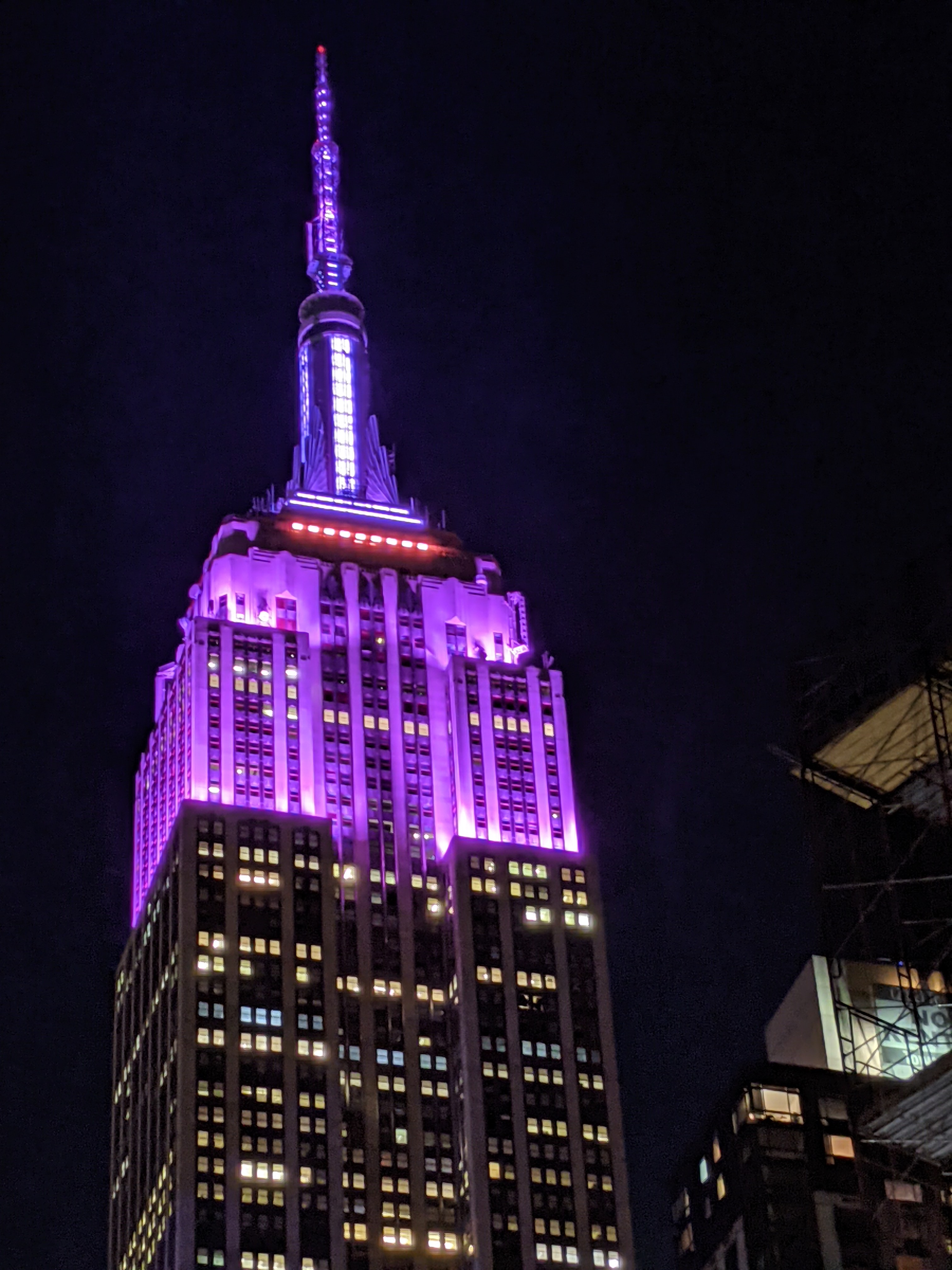
Beleuchtung des Empire State Building zum Weltkrebstag 2021

Der Tag wurde im Februar 2000 auf dem „Weltgipfeltreffen gegen Krebs“ in der „Charter of Paris“ vereinbart und 2006 von der Union internationale contre le cancer (UICC), der Weltgesundheitsorganisation und anderen Organisationen erstmals geplant und ausgerichtet.
Die UICC koordiniert den Weltkrebstag, an dem sich nach eigenen Angaben fast 300 Organisationen in weltweit 86 Ländern beteiligen – darunter auch die Deutsche Krebsgesellschaft, die Deutsche Krebshilfe und das Deutsche Krebsforschungszentrum (DKFZ). Bei dem Aktionstag stand bislang die Vorbeugung und Bekämpfung von Krebs bei Kindern im Vordergrund.

### Vorbild für Kinder
2010 hatte der Medizin-Nobelpreisträger Harald zur Hausen zum Weltkrebstag erstmals eine grenzüberschreitende Initiative mit dem Ziel gestartet, Eltern und Großeltern in aller Welt zu gesundheitsbewusstem Verhalten anzuregen, um Vorbilder für ihre Kinder und Enkel zu sein. „Durch eine langfristige Umstellung der Lebensgewohnheiten lassen sich annähernd die Hälfte aller Krebserkrankungen vermeiden“, betonte der Krebsforscher.

### Offizieller Festakt in Deutschland
Mit einem ersten offiziellen Festakt in der Bundesstadt Bonn zum Weltkrebstag 2014 hat die Deutsche Krebshilfe die Bedeutung dieses Internationalen Gedenktages in das öffentliche Bewusstsein gerufen. In der Feierstunde im historischen Alten Rathaus wurde am Weltkrebstag der Deutsche Krebshilfe Preis den Forschern Hans-Jochem Kolb und Hans-Georg Rammensee für ihre Arbeiten auf dem Gebiet der Immuntherapie verliehen.

### Die Blauen Ratgeber
Zum Weltkrebstag 2020 hat die Stiftung Deutsche Krebshilfe ihre Informationskampagne „Dem Krebs aktiv vorbeugen“ verstärkt, um die Bürger intensiv auf die lebenswichtige Prävention hinzuweisen. Dazu diene umfassendes Material wie die aktualisierten Fachbroschüren der Reihe Die Blauen Ratgeber, die durch Spenden an die Deutsche Krebshilfe finanziert und ganzjährig kostenlos auch an interessierte Menschen in anderen europäischen Staaten abgegeben werden. Damit würden Krebsbetroffene und ihre Angehörige gleichermaßen unterstützt, erklärte Krebshilfe-Vorstandsvorsitzender Gerd Nettekoven am Weltkrebstag 2020. „Wir zeigen auf, wo die Familie und andere Bezugspersonen praktische, soziale und psychologische Hilfe finden.“ Der aktuelle Ratgeber „Hilfen für Angehörige“ befasse sich speziell mit den Problemen, Gedanken und Gefühlen, mit denen sich Angehörige auseinandersetzen müssen. Er gebe Hilfen für das Zusammenleben von erwachsenen Kranken und Angehörigen und gehe zugleich auf die besondere Lage von Kindern ein, deren Mutter oder Vater krank geworden sind.

## Weltweite Aktionen
Am Weltkrebstag 2017 fanden annähernd 1.000 Aktivitäten in 135 Ländern statt und elf Wahrzeichen wurden in den Farben des Weltkrebstags beleuchtet.
2018 lautete das weltweite Motto „Wir können – Ich kann … (um Rat fragen)“. Es richtet sich nach dem globalen Dreijahres-Slogan „We can. I can.“ und steht dafür, dass Menschen durch einen gesunden Lebensstil dazu beitragen können, vielen Krebsarten vorzubeugen. Die aktuelle Bewusstseins-Kampagne hat ferner das Ziel, die Bedeutung körperlicher Aktivitäten im Kampf gegen Krebs hervorzuheben, indem sie die Menschen ermutigt, mit Unterstützung von Sportvereinen sowie gemeinsam mit prominenten Sportlern zu trainieren.

## Themen

### Weltweit
- 2022–2024: „Close the care gap“ – Es wird dazu aufgerufen, Versorgungslücken in der Früherkennung, Behandlung und Nachbetreuung zu schließen. Das Motto gilt für drei Jahre und hat verschiedene Schwerpunkte:[8]
  - „Close the care gap: Realising the problem“ (2022)
  - „Close the care gap: Uniting our voices and taking action“ (2023)
  - „Close the care gap: Together, we challenge those in power“ (2024)
- 2019–2021: „Ich bin und ich will“[9]  – Das Motto ruft jeden Einzelnen zum Nachdenken auf: „Wer bin ich und was werde ich anlässlich des Weltkrebstages zur Bekämpfung von Krebs tun?“ Allein in Deutschland erkranken jährlich etwa 510.000 Menschen neu an der Volkskrankheit Krebs. Experten der Weltgesundheitsorganisation (WHO) und der großen Krebshilfe-Organisationen schätzen, dass etwa die Hälfte dieser Krebsfälle durch einen gesunden Lebensstil vermieden werden könnte.[10]
- 2016–2018: „We can. I can.“ – Das Motto verweist auf die verschiedenen Möglichkeiten, wie sowohl gemeinsam als auch von jedem Einzelnen beigetragen werden kann, Krebs vorzubeugen, früh zu erkennen und Betroffene zu unterstützen.
- 2015: „Not Beyond Us“
- 2014: „Debunk the Myths“
- 2013: „Cancer Myths – Get the Facts“
- 2012: „Together let's do something“
- 2010–2011: „Cancer can be prevented“
- 2009: „I love my healthy active childhood“
- 2008: „I love my smoke-free childhood“

### Besondere Schwerpunkte in der Schweiz
- 2022: Tabakprävention und Volksinitiative zum Schutz Jugendlicher vor Tabakwerbung[11]
- 2018 – 2021: „Move for health“ (Bedeutung von körperlicher und sportlicher Aktivität in der Krebsprävention, -therapie und -rehabilitation)[12][13]

## Erster Deutscher Krebsforschungskongress
Im Deutschen Krebsforschungszentrum (DKFZ) in Heidelberg fand am 4. und 5. Februar 2019 der 1. Deutsche Krebsforschungskongress (1. German Cancer Research Congress) statt.
Die Stiftung Deutsche Krebshilfe (DKH), das Netzwerk Onkologische Spitzenzentren (CCC-Netzwerk), das Deutsche Konsortium für Translationale Krebsforschung (DKTK) und die Nationalen Centren für Tumorerkrankungen (NCT) richteten den Kongress gemeinsam aus, um Krebsforschern eine Plattform zur Präsentation ihrer Forschungsergebnisse, zum Austausch, zur Vernetzung und zur Interaktion bieten. Zur Kongresseröffnung waren unter anderem die Bundesministerin für Bildung und Forschung Anja Karliczek sowie Theresia Bauer, Ministerin für Wissenschaft, Forschung und Kunst in Baden-Württemberg, anwesend.

## Aussicht für das Jahr 2030
Nach Angaben der American Association for Cancer Research (AACR) aus dem Februar 2018 erhalten weltweit jedes Jahr rund 14 Millionen Menschen die Diagnose Krebs und 8,8 Millionen sterben weltweit jedes Jahr an einer Krebserkrankung. Das AACR schätzt, dass im Jahr 2030 weltweit rund 21 Millionen Neuerkrankungen auftreten werden und rund 13 Millionen Menschen an einer Krebserkrankung sterben werden.